# SC Classic
SC Classic (Salibandy Club Classic) är en innebandyklubb från Tammerfors, Finland, grundad 3 december 1990. 
Klubbens A-lag spelar säsongen 2020/2021 i F-ligan. Classic spelar sina hemmamatcher i Tampere Areena.

## Nuvarande spelartrupp

### Herrlag, säsongen 2020–2021
| Målvakter: - 1 Markus Talvitie - 31 Oskar Sillanpää - 35 Lassi Toriseva Utespelare: - 2 Eemeli Akola - 3 Otto Kilpi - 4 Konsta Tykkyläinen - 7 Albert Koskinen - 8 Juha Kivilehto - 9 Eemeli Salin - 10 Oskari Heikkilä - 11 Sami Johansson |  | - 12 Eetu Sikkinen - 15 Aaro Helin - 16 Jussi Piha - 17 Janne Lamminen - 18 Juuso Woivalin - 20 Nico Salo - 23 Juho Syvänen - 33 Matias Vaajala - 36 Ville Lastikka - 45 Jere Pulkkinen - 66 Mikko Leikkanen - 81 Tuukka Salo - 88 Alpo Laitila |

## Meriter

### Herrar
F-ligan för herrar (Innebandyligan 1994–2020)
- Guld (4): 2015–2016, 2016–2017, 2017–2018, 2018–2019
- Silver (3): 2006–2007,  2007–2008,  2013–2014
- Brons (2): 2004–2005, 2012–2013

Finlands cup
- Vinnare (4): 2003–2004, 2013–2014, 2017–2018, 2019–2020

Europacupen:
- Vinnare: 2019